# یواس‌اس هال (دی‌دی-۹۴۵)
یواس‌اس هال (دی‌دی-۹۴۵) (به انگلیسی: USS Hull (DD-945)) یک کشتی بود. این کشتی در سال ۱۹۵۷ ساخته شد.